# Сіу (округ, Айова)
Шаблон:StateAbbr_ 43°04′53″ пн. ш. 96°10′46″ зх. д. / 43.081388888889° пн. ш. 96.179444444444° зх. д.
Округ  Сіу (англ. Sioux County) — округ (графство) у штаті  Айова, США. Ідентифікатор округу 19167.

## Історія
Округ утворений 1851 року.

## Демографія
За даними перепису 
2000 року 
загальне населення округу становило 31589 осіб, зокрема міського населення було 14434, а сільського — 17155.
Серед мешканців округу чоловіків було 15493, а жінок — 16096. В окрузі було 10693 домогосподарства, 8064 родин, які мешкали в 11260 будинках.
Середній розмір родини становив 3,19.
Віковий розподіл населення поданий у таблиці:
| Стать    | До 15 років | 15-21 | 22-29 | 30-39 | 40-49 | 50-65 | 65-85 | Понад 85 |
| -------- | ----------- | ----- | ----- | ----- | ----- | ----- | ----- | -------- |
| Чоловіки | 3537        | 2432  | 1513  | 1854  | 2228  | 1949  | 1775  | 205      |
| Жінки    | 3381        | 2692  | 1339  | 1787  | 2118  | 2006  | 2281  | 492      |

## Суміжні округи
- Лайон — північ
- О'Браєн — схід
- Плімут — південь
- Юніон, Південна Дакота — південний захід
- Лінкольн, Південна Дакота — північний захід

## Виноски
1. ↑  U.S. Decennial Census. United States Census Bureau. Процитовано 20 липня 2014.
2. ↑  Historical Census Browser. University of Virginia Library. Архів оригіналу за 11 серпня 2012. Процитовано 20 липня 2014.
3. ↑  Population of Counties by Decennial Census: 1900 to 1990. United States Census Bureau. Процитовано 20 липня 2014.
4. ↑  Census 2000 PHC-T-4. Ranking Tables for Counties: 1990 and 2000 (PDF). United States Census Bureau. Процитовано 20 липня 2014.
5. ↑  State & County QuickFacts. United States Census Bureau. Архів оригіналу за 7 червня 2011. Процитовано 20 липня 2014. [Архівовано 2011-06-07 у Wayback Machine.](англ.) Наведено за англійською вікіпедією.
6. ↑  American FactFinder. Бюро перепису населення США. Архів оригіналу за 26 лютого 2012. Процитовано 31 січня 2008. [Архівовано 2008-05-21 у Wayback Machine.]

| США | Це незавершена стаття з географії США. Ви можете допомогти проєкту, виправивши або дописавши її. |